# Guy Marcoux (homme politique)
Pour les articles homonymes, voir Guy Marcoux et Marcoux.
Guy Marcoux (né le 21 février 1924 et mort le 23 septembre 2011) fut un médecin et homme politique fédéral du Québec.

## Biographie
Né à Beauport dans la région de la Capitale-Nationale, Guy Marcoux devient député du Crédit social dans la circonscription de Québec—Montmorency lors des élections de 1962. Réélu en 1963, il quitte le nouveau Ralliement créditiste après que celui-ci ait choisi un nouveau candidat. Il perd lors des élections de 1965 face au candidat libéral et ancien député de Bellechasse Ovide Laflamme.